# Démythologisation
La démythologisation est une forme d'exégèse qui décrit les phénomènes miraculeux des textes sacrés comme la Bible comme relevant de la mythologie et cherche à les distinguer de la réalité factuelle, historique. 
Cette méthode n'entend pas abolir les éléments surnaturels, comme dans une optique athée, mais les interpréter : ils répondent en effet à un dessein légitime, celui de témoigner du divin, mais selon une approche réductrice, maladroite, qui en fausse la portée. 
Ce type d'herméneutique s'applique en particulier au Nouveau Testament. Il est illustré notamment par le théologien et philosophe Rudolf Bultmann (1884-1976), qui a forgé en 1941 le terme allemand d'Entmythologisierung.

## Présentation

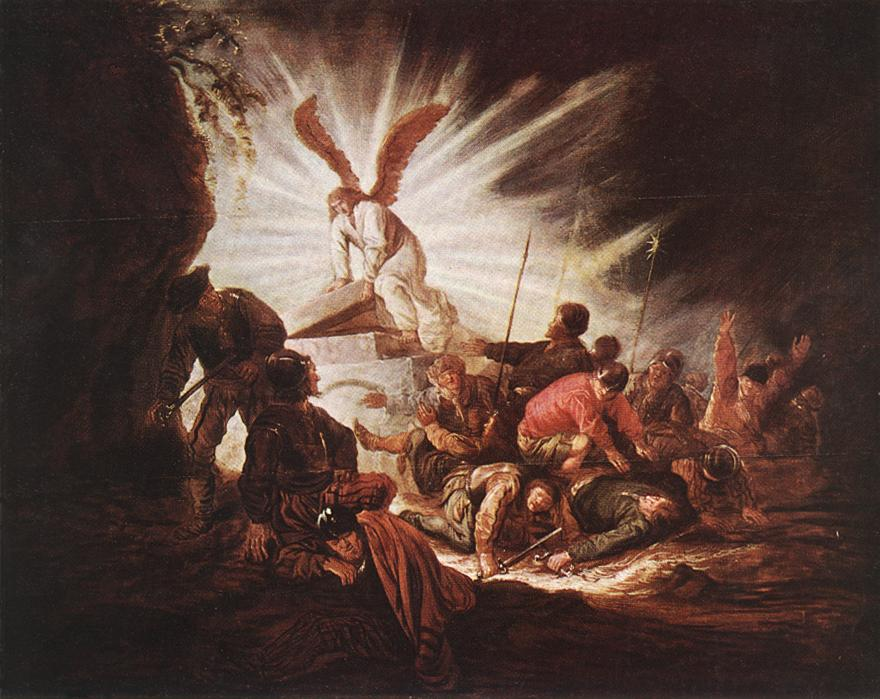
L'Ange ouvrant le tombeau du Christ, par Benjamin Gerritsz Cuyp, v. 1640.

À l'instar de la théologie apophatique, ou « négative », qui se refuse à définir Dieu de façon positive et ne lui prête que des attributs négatifs, l'herméneutique de la démythologisation pose comme hypothèse que le discours humain est impuissant à rendre compte de la réalité du divin. Le mythe apparaît alors comme une « formation de compromis » entre le divin et l'humain, selon Rudolf Bultmann, mais, ce faisant, il dégrade l'invisible en visible. 
André Malet cite à titre d'exemple les récits d'apparitions de Jésus-Christ à ses disciples après la crucifixion :  « Ils entendent dire que la mort de Jésus a été en réalité son triomphe. Mais ils mythologisent, c'est-à-dire "rationalisent" la résurrection (le mot grec logos, qui est l'une des composantes du terme "mythologiser", signifie "raison"). Ils en font un objet de la raison humaine. » En ce sens, le mythe n'est qu'un théologoumène qui « altère la foi ». Face à la mythologie et à sa rationalisation schématique, il convient donc de retrouver le sens existentiel du texte, son « kérygme ». Le mythe, pour Bultmann, « objective l'Au-delà en un en deçà » et ne correspond pas aux exigences de la foi. De même, l'intervention du surnaturel dans des épisodes tels que la conception virginale de Jésus ou les anges du tombeau vide procède d'une vision de Dieu qui n'a « rien à faire avec Dieu. Croire en Dieu sur le vu de tels phénomènes – même s'ils n'étaient pas légendaires – serait croire seulement en l'homme. Une telle "foi" serait une foi "humaine, trop humaine". »